# Història de la síndrome d'Asperger
La síndrome d'Asperger (AS) és un trastorn de l'espectre autista (TEA). Es tracta d'un diagnòstic relativament nou en el camp de l'autisme. Va ser nomenada en honor de Hans Asperger (1906-1980), que era psiquiatre i pediatre austríac. Una psiquiatra anglesa, Lorna Wing, va popularitzar el terme «síndrome d'Asperger» en una publicació de 1981. El primer llibre d'anglès sobre la síndrome d'Asperger va ser escrit per Uta Frith el 1991. Posteriorment, a partir de la dècada del 1990, es va reconèixer la condició en els manuals de diagnòstic oficials.

## Descobriment de la psicopatia autista

### Hans Asperger
Hans Asperger va ser director de la Clínica Infantil de la Universitat de Viena. Com a resultat, va passar la major part de la seva vida professional a Viena. Al llarg de la carrera d'Asperger, també era pediatre, metge teòric i professor de medicina. Les seves obres van ser publicades en gran part en alemany. És més conegut pel seu treball amb trastorns mentals, especialment els de nens. De nen, Asperger semblava haver exhibit algunes característiques de la mateixa condició que es va nomenar en honor seu, com ara llunyania social i talent en llenguatge.

### La investigació d'Asperger
El treball de Asperger de 1944, La psicopatia autista en la infància, va descriure que quatre dels 200 nens estudiats tenien dificultats per integrar-se socialment. Encara que els seus nivells d'intel·ligència semblaven normals, els nens no tenien habilitats de comunicació no verbal, no van demostrar empatia amb els seus companys, eren físicament maldestres, la seva comunicació verbal era desarticulada o massa formal, i el seu interès absorbent en un sol tema dominava les seves converses. Asperger va nomenar la condició «psicopatia autística», i la va descriure marcada principalment per l'aïllament social. Asperger va qualificar aquests pacients com «petits professors», i va creure que els individus que va descriure serien capaços d'assolir un èxit excepcional i un pensament original més tard en la vida. Asperger va defensar el valor dels individus autistes d'alt funcionament, escrivint «Estic convençut, doncs, que les persones autistes tenen el seu lloc en l'organisme de la comunitat social, que compleixen el seu paper, potser millor que qualsevol altra persona, i estem parlant de persones que, com a nens, van tenir les dificultats més grans i van causar preocupacions incertes als seus cuidadors». Tanmateix, també va escriure sobre els seus altres casos: «Malauradament, en la majoria dels casos, els aspectes positius de l'autisme no superen els negatius».
Una psiquiatra infantil soviètica, Grunya Sukhareva, va descriure una síndrome semblant que es va publicar en rus el 1925 i en alemany el 1926.

## Relació amb el treball de Kanner

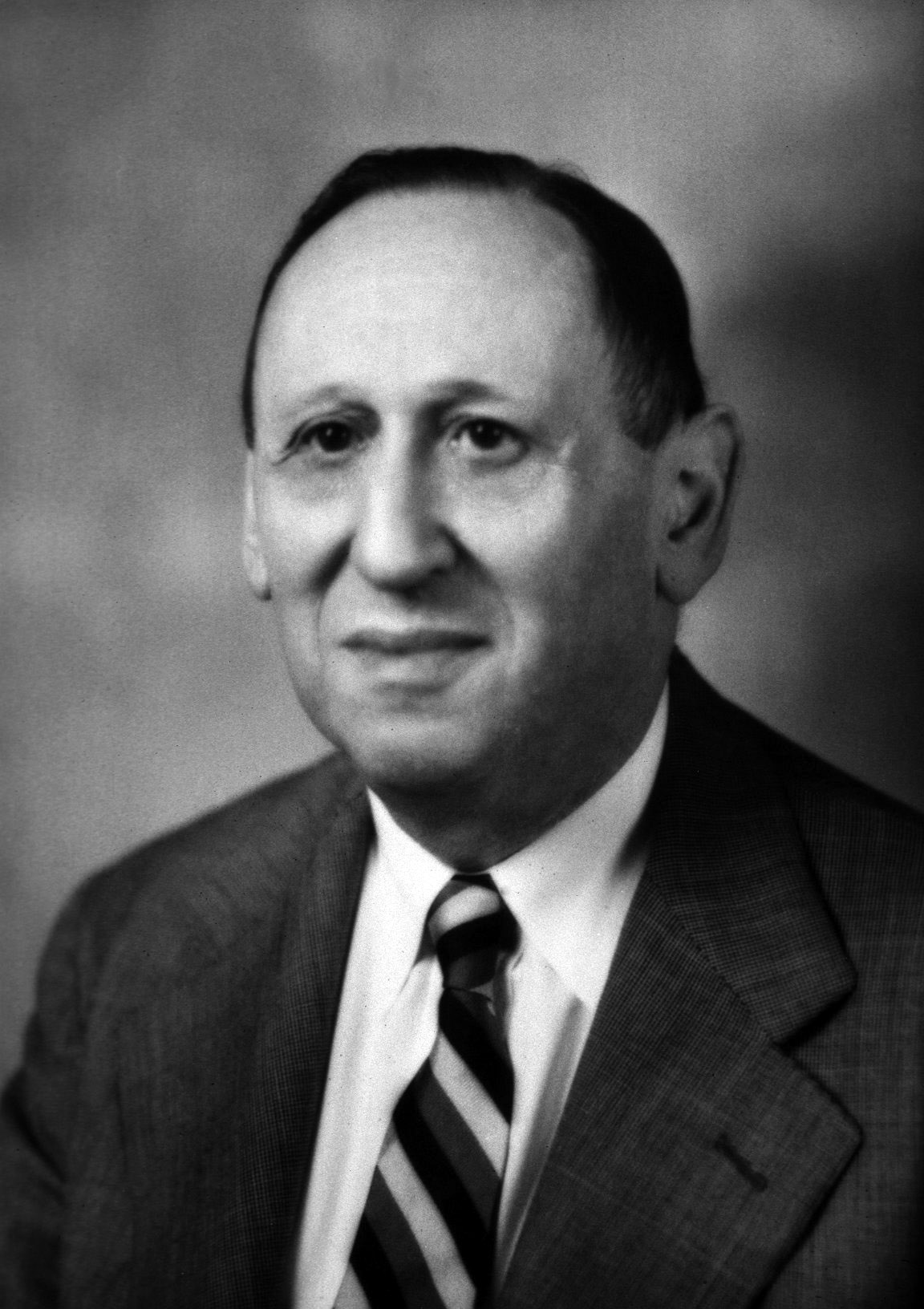
Leo Kanner

Entre 1943 i 1944, van ser descrits dos subtipus d'autisme per dos investigadors que treballaven independentment: l'austríac Asperger i el psiquiatre infantil Leo Kanner (1894-1981).
Kanner va emigrar als Estats Units el 1924, i va descriure una síndrome similar el 1943, coneguda com a «autisme típic» o «autisme de Kanner», caracteritzada per importants deficiències cognitives i comunicatives, incloent el retard o l'absència del desenvolupament del llenguatge. Les descripcions de Kanner es van veure influenciades per l'enfocament del desenvolupament d'Arnold Gesell, mentre que Asperger va estar influenciat per relats d'esquizofrènia i trastorns de la personalitat. El marc de referència d'Asperger va ser la tipologia d'Eugen Bleuler, que Christopher Gillberg ha qualificat de «sense tenir en compte els manuals de diagnòstic actuals», i va afegir que les descripcions d'Asperger són «penetrants però no prou sistemàtiques».
Asperger ignorava la descripció de Kanner publicada un any abans del seu; els dos investigadors estaven separats per un oceà i una guerra mundial, i les descripcions d'Asperger van passar desapercebudes als Estats Units. Durant la seva vida, l'obra d'Asperger, escrita només en alemany, es va mantenir àmpliament desconeguda fora del món de parla alemanya.

## Origen del terme
Segons Ishikawa i Ichihashi al Japanese Journal of Clinical Medicine (Diari Japonès de Medicina Clínica), el primer autor que va utilitzar el terme «síndrome d'Asperger» en la literatura en anglès va ser el metge alemany, Gerhard Bosch. Entre 1951 i 1962, Bosch va treballar com a psiquiatre a la Universitat de Frankfurt. El 1962 va publicar una monografia que mostrava cinc històries de casos d'individus amb TGD que es van traduir a l'anglès vuit anys més tard, convertint-se en un dels primers en establir una investigació alemanya sobre autisme i atreure l'atenció fora del món de parla alemanya.
S'acredita a Lorna Wing la popularització del terme «síndrome d'Asperger» entre la comunitat mèdica anglosaxona amb la seva publicació de 1981 d'una sèrie d'estudis de casos sobre nens que mostraven símptomes similars. Wing també va afegir la síndrome d'Asperger dins de l'espectre autista, tot i que Asperger es va sentir incòmode caracteritzant als seu pacients en el continu dels trastorns de l'espectre autista. Ella va triar «síndrome d'Asperger» com un terme neutral per evitar el malentès equiparat amb el terme «psicopatia autista» amb «comportament sociopàtic». La publicació de Wing va introduir efectivament el concepte de diagnòstic en la psiquiatria estatunidenca i va canviar el nom de la condició d'Asperger. Tanmateix, els seus informes van desdibuixar algunes de les distincions entre les descripcions d'Asperger i Kanner perquè incloïa alguns nens lleugerament retardats i alguns nens que presentaven retards del llenguatge durant la seva infància.

## Primers estudis

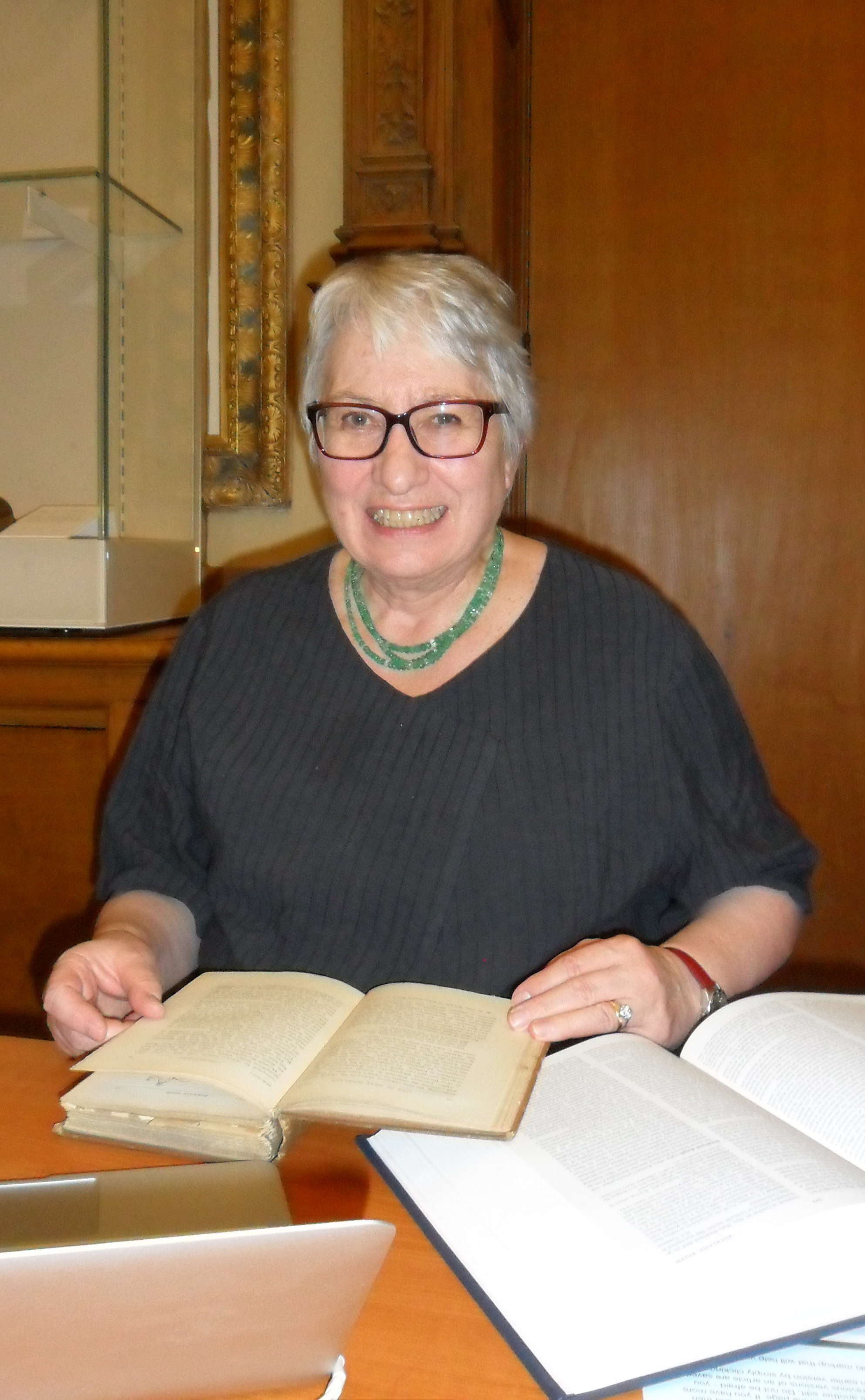
Uta Frith

Els primers estudis sistemàtics van aparèixer a finals de la dècada del 1980 en publicacions de Tantam al Regne Unit (1988), Gillberg i Gilbert a Suècia (1989), i Szatmari, Bartolucci i Bremmer a Amèrica del Nord (1989). Els criteris de diagnòstic de la síndrome d'Asperger van ser descrits per Gillberg i Gillberg el 1989; Szatmari també va proposar criteris el 1989.
L'obra d'Asperger es va fer més àmpliament disponible en anglès quan Uta Frith, una de les primeres investigadores de l'autisme de Kanner, va traduir el seu treball original el 1991. Es va convertir en un diagnòstic diferent el 1992, quan es va incloure en la 10a edició publicada del manual de diagnòstic de l'Organització Mundial de la Salut, Classificació Internacional de Malalties (CIM-10); el 1994 es va afegir a la 4a edició del Manual de diagnòstic i estadística dels trastorns mentals (DSM-IV) com a «trastorn d'Asperger».
Quan Hans Asperger va observar l'autisme com a símptomes i comportaments en els nens a través de les seves habilitats socials i comunicatives, molts professionals es van sentir com si la síndrome d'Asperger fos només una forma d'autisme menys greu. Uta Frith va ser una d'aquests professionals que va tenir aquesta opinió. Va ser professora a l'Institut de Neurociència Cognitiva de University College London, i també va ser l'editora d'Autisme i la síndrome d'Asperger. Va dir que els individus amb Asperger tenien «una mica d'autisme». Va ser una de les primeres científiques que va reconèixer l'autisme i els trastorns relacionats com a resultat d'una condició del cervell en comptes del resultat de la criança individual.

## Estudis actuals
Menys de dues dècades després de la introducció generalitzada de la síndrome d'Asperger a públics de parla anglesa, havia centenars de llibres, articles i llocs web que la descriuen; les estimacions de prevalença han augmentat de forma espectacular per al TEA, amb la síndrome d'Aspreger reconeguda com un subgrup important.
Tanmateix, encara queden preguntes sobre molts aspectes de la síndrome d'Asperger; si hauria de ser una condició separada de l'autisme d'alt funcionament és una qüestió fonamental que requereix un estudi addicional. La validesa diagnòstica de la síndrome d'Asperger és provisional, hi ha poc consens entre els investigadors clínics sobre l'ús del terme «síndrome d'Asperger», i hi ha preguntes sobre la validació empírica dels criteris DSM-IV i CIM-10. És probable que la definició de la condició canviï a mesura que sorgeixin nous estudis i, finalment, s'entendrà com un trastorn heterogeni multifactorial del desenvolupament neurològic que implica un catalitzador que produeix canvis prenatal o perinatal en les estructures cerebrals.
| Criteris de diagnòstic parcial per a la síndrome d'Asperger Obtingut de Mattila et al. Buit = no definit en els criteris Diferències substancials entre els criteris que figuren: totes les subseccions dels criteris no estan incloses |          |          |          |          |
| | DSM-IV   | CIM-10   | Gillberg | Szatmari |
| Retard del llenguatge | No       | No       | Possible |          |
| Retard en el desenvolupament cognitiu | No       | No       |          |          |
| Retard de l'habilitat d'autoajuda | No       | No       |          |          |
| Dèficit de les relacions socials: | Sí       | Sí       | Sí       | Sí       |
| – Dèficit de comunicació no-verbal | Possible | Possible | Sí       | Sí       |
| – Incapacitat per formar amistats amb companys | Possible | Possible | Possible | Sí       |
| Comportament repetitiu, estereotipies: | Sí       | Sí       | Sí       |          |
| – Interès anormalment intens | Possible | Possible | Sí       |          |
| – Rutines i rituals | Possible | Possible | Sí       |          |
| Ús atípic del llenguatge |          |          | Sí       | Sí       |
| Manca de destresa física |          | Possible | Sí       |          |
| Competència específica aïllada |          | Freqüent |          |          |
| Alteració clínicament significativaa | Sí       |          |          |          |
| Exclusió de qualsevol altra síndrome | Síb      | Síc      | No       | Síd      |
| a Deficit social, ocupacional o altres àrees importants de funcionament b No compleix els criteris d'un altre trastorn generalitzat del desenvolupament o esquizofrènia c No atribuït al trastorn generalitzat del desenvolupament, trastorn esquizotípic, esquizofrènia, desordre reactiu i desinhibit, trastorn obsessiu de la personalitat i problemes obsessió compulsius d No compleix els criteris d'un altre trastorn de l'espectre autista |          |          |          |          |

Hi ha incertesa respecte a la diferència de gènere entre homes i dones amb síndrome d'Asperger. Una persona amb Asperger sovint es nota que posseeix trets masculins com la distància emocional de la incapacitat d'empatitzar, i són diagnosticats amb Asperger més homes que dones. La majoria dels estudis sobre la síndrome es van derivar de la investigació sobre homes, descuidant l'atenció específica a les dones amb síndrome d'Aspereger que sovint es van diagnosticar malament. En la seva major part, els estudis sobre noies amb Asperger són anecdòtics.

## Canvis al DSM-5
El 1994, es va afegir la Síndrome d'Asperger a la 4a edició Manual Diagnòstic i Estadístic de Trastorns Mentals (DSM-IV) de l'Associació Americana de Psiquiatria (APA). En el DSM-IV, es va considerar un trastorn independent de l'autisme. Igual que en la dècada del 1940, encara hi ha molts professionals que creuen que l'Asperger és només una forma menys severa d'autisme.
El DSM-5 va fer un diagnòstic nou i ampli el 2013; es va incloure dins del trastorn de l'espectre autista (TEA). Aquesta categoria està formada per: 
- trastorn generalitzat del desenvolupament no especificat (PDD-NOS)
- autisme infantil, típic o de Kanner
- síndrome d'Asperger (SA)
- autisme d'alt funcionament o atípic (AAF)

Hi ha diferents nivells de severitat en lloc de diferents diagnòstics. Actualment, el TEA està classificat en una escala que va des de greu, moderat, fins a lleus, basats en la presentació clínica. Els nivells es determinen per la quantitat de suport que la persona requereix. A causa del canvi, les persones que abans eren diagnosticades amb síndrome d'Asperger van ser diagnosticades de nou sota el ventall del trastorn de l'espectre autista a causa dels canvis i revisions de DSM.